# Cipzár

A cipzár működése záráskor

A cipzár működése nyitáskor

A cipzár – hivatalos nevén húzózár vagy villámzár a Magyar értelmező kéziszótár szerint – mindennapos termékeken gyakran alkalmazott záró kellék. Az angol „zipper” elnevezés, amiből a „cipzár” szó is származik, a Goodrich cégtől ered, amely ezt a fajta zárat gumicsizmáin alkalmazta. Az angol zip szó egyik jelentése: gyorsaság, lendület, ebből egyértelműen következik a hazai villámzár elnevezés eredete.
Cipzárakat különféle anyagokból, kivitelben, méretben és színben készítenek, mert igen sokféle területen alkalmazzák. A mai cipzár feltalálójának Whitcomb L. Judson amerikai mérnököt lehet tekinteni, aki 1893-ban szabadalmaztatta találmányát. Az első, sorozatgyártásban előállított termék 1905-ben jelent meg. Ezt tökéletesítette a svéd származású, az Amerikai Egyesült Államokban élő mérnök, Gideon Sundbäck, aki megalkotta a nyitást és zárást végrehajtó kocsit, létrehozva ezzel a mai cipzárat.

## Története

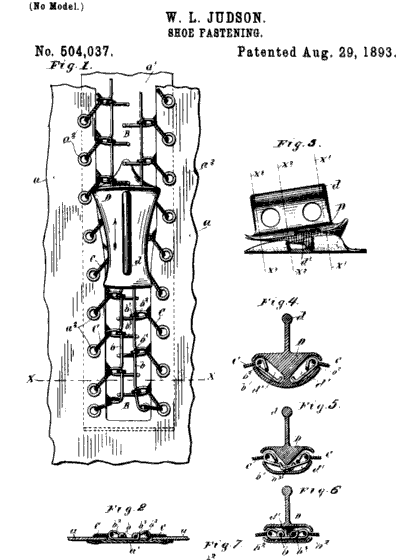
A mai cipzár elődje, a "gyors kampós zár", Whitcomb L. Judson találmánya.

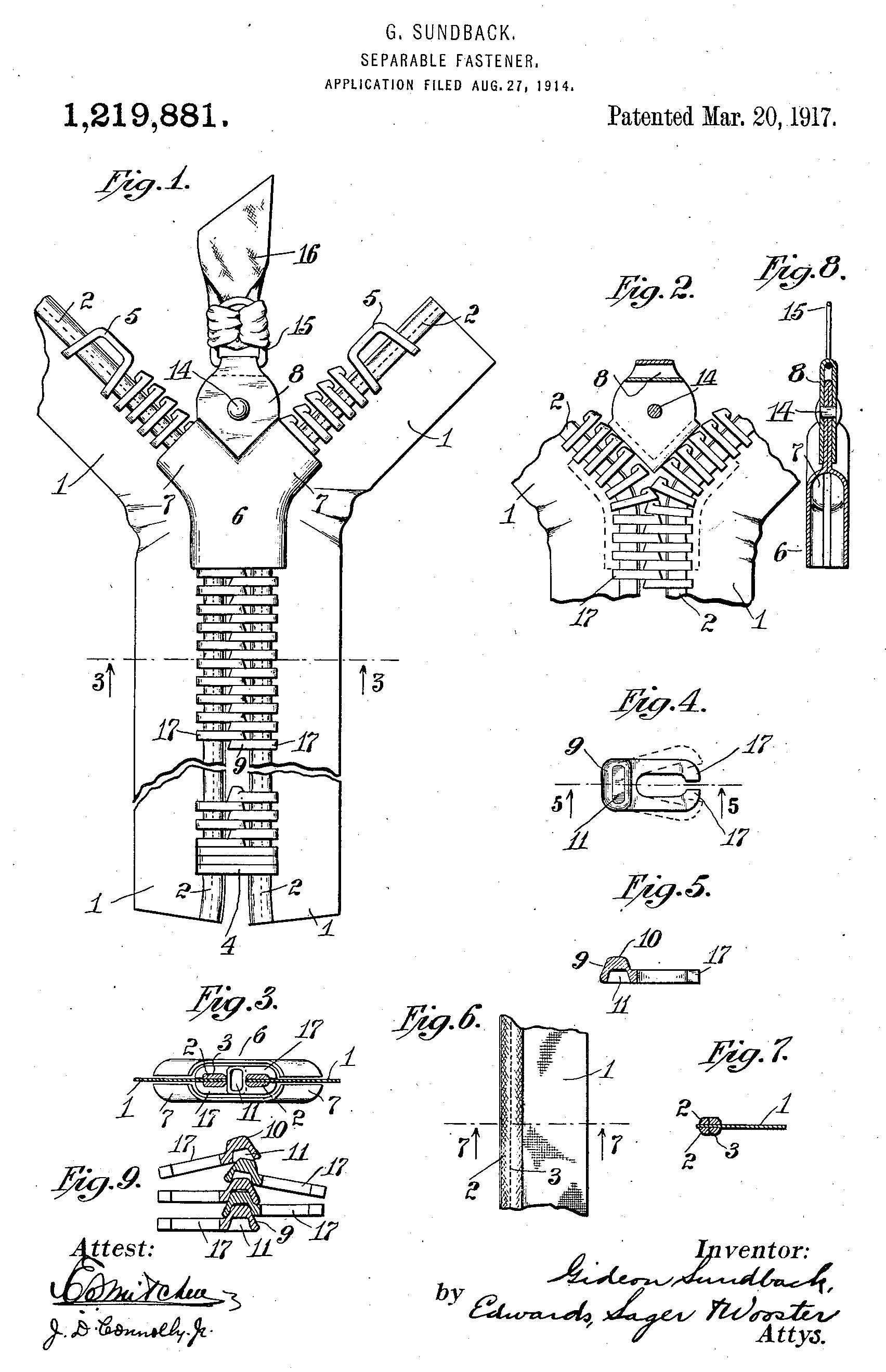
A cipzár rajza Sundback szabadalmi leírásában

Bár Elias Howe, a hajókás varrógép feltalálója is szabadalmaztatott 1851-ben egy zárószerkezetet, amely a mai cipzár elvét idézi, ő inkább a varrógép népszerűsítésére helyezte a hangsúlyt, ezért ez a találmánya feledésbe merült. A mai cipzár elődjének tartott eszköz, a „gyors kampós zár” feltalálója Whitcomb L. Judson amerikai mérnök, aki 1893-ban szabadalmaztatta találmányát, eredetileg az addig gombolható férficsizmák zárószerkezeteként, ami el is terjedt a piacon. Az akkori megoldás nehezen volt kezelhető, a kampók és hurkok egymásba akasztását külön nyitóval kellett elvégezni. Az első, sorozatgyártásban előállított ilyen jellegű záróelem, a „Judson C-curity Fastener” elnevezésű termék 1905-ben jelent meg. Ezt tökéletesítette a svéd származású, Amerikai Egyesült Államokban élő mérnök Gideon Sundbäck, aki megalkotta a nyitást és zárást végrehajtó kocsit, létrehozva ezzel a mai cipzárat. Találmányára, a „nyitható rögzítő szerkezetre” 1913-ban kapott szabadalmat az Amerikai Egyesült Államokban. Európára érvényes szabadalmat a húzózárra 1923-ban a svájci Martin Othmar kapott, aki riri (Rippe und Rille, ami a németben a domború és homorú szópár megfelelője, utalva a két forma egymásba illeszkedésére a cipzárban) néven kezdte gyártani és forgalmazni a terméket.
A „zipper” elnevezés (amiből a „cipzár” szó is származik) a Goodrich cégtől ered, amely ezt a fajta zárat gumicsizmáin alkalmazta. (Az angol zip szó egyik jelentése: gyorsaság, lendület, ebből egyértelműen következik a hazai villámzár elnevezés eredete. De az is lehet, hogy hangutánzó szónak szánták.)
Az igazi első nagy sikert az Amerikai Egyesült Államok hadseregének hatalmas megrendelése jelentette, amikor az első világháború idején a katonák ruházatát és egyes felszerelési tárgyait ilyen záródással látták el. Célszerűségénél fogva azonban a cipzár a polgári életben is igen hamar nagy népszerűségre tett szert. Az 1930-as években Elsa Schiaparelli (1890–1973) az haute couture-be is bevezette és gyerekruhákon is használták, 1937-ben pedig – az igazi nagy siker jeleként – alkalmazni kezdték a férfinadrágokon.
A műanyagok használatának előretörésével a korábban fémből készült záróelemek mellett létrejöttek a műanyag fröccsöntött fogazatú, majd a spirálcipzárak is. Ezt követték a ma legkorszerűbb, szalagszövéssel kombinált előállítású spirálcipzárak. Emellett a kocsik (nyitók) fejlesztése sem maradt el.
Cipzárakat szerte a világon nagyon sok cég nagyon sokféle változatban gyárt, de vannak közöttük olyanok, amelyek „márkásaknak” számítanak, mint pl. Ideal, NEO, Olympic Zippers, Opti, RiRi, SBS, TALON, YKK stb. termékei. Magyarországi cipzárgyártó pl. az IF-HA Kft., a Concordia Kft., valamint az R-International Kft., amely az 1932-ben alapított Elzett Művek utódcége.

## Felépítés és működésmód
Az eredeti cipzár elve szerint a két szövetcsík szembenéző peremén sorakozó, eltoltan elhelyezkedő fémfogak egyik felén kis kiemelkedés, a másikon ennek megfelelő bemélyedés található. Összekapcsolódáskor ezek segítségével jön létre az illeszkedés. Záráskor a két zárláncsor szögben lép be a kocsiba, így történik a fogak kapcsolódása; nyitáskor fordított művelet játszódik le.

### A cipzár főbb részei, jellegzetes kiviteli formái
A cipzár fő elemei a következők:

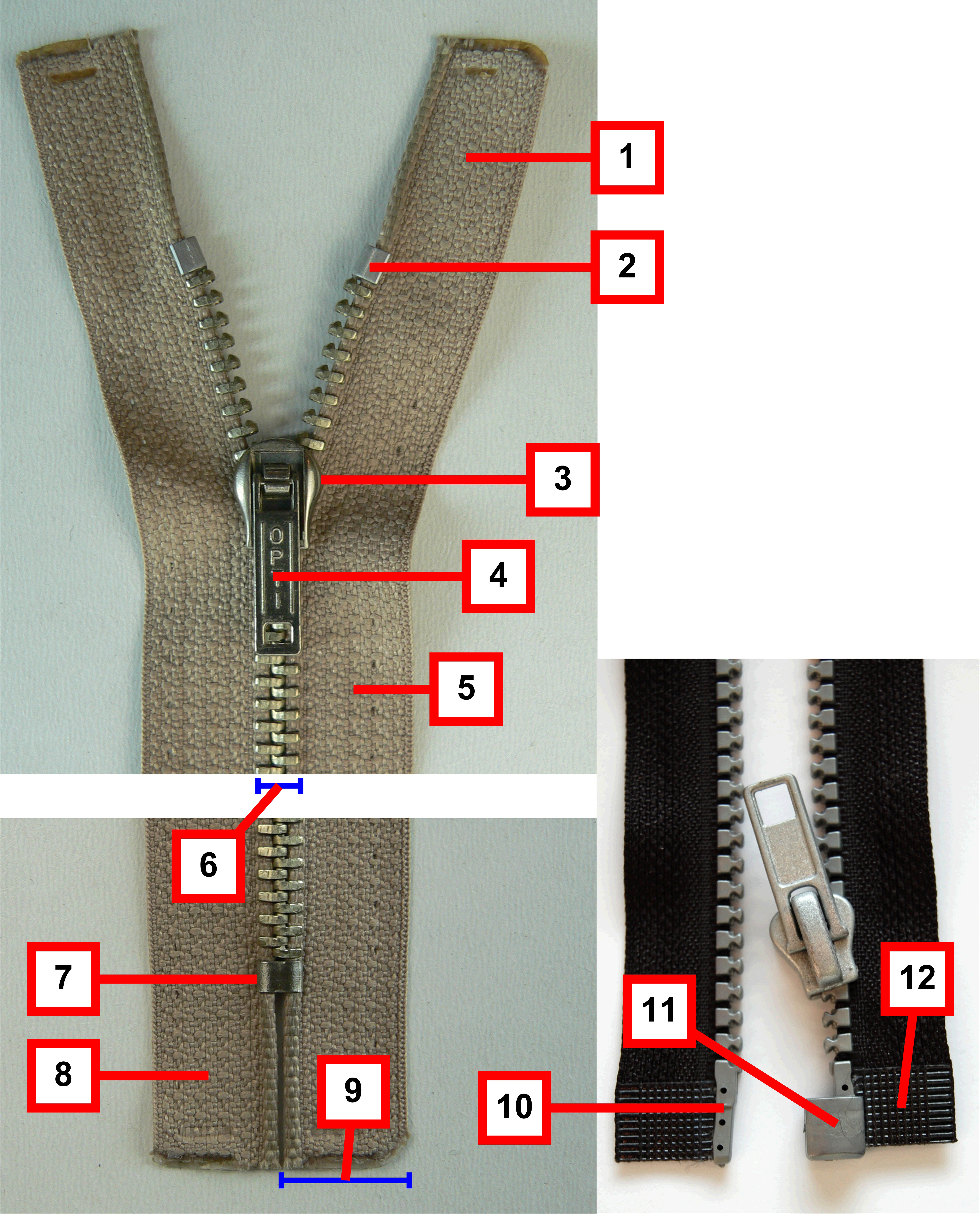
A cipzár alkotórészei. - 1: Felső szalagvég, 2: a zárlánc kezdő szeme, 3: kocsi (nyitó), 4: fogó, 5: szalag, 6: a zárlánc (fogazat ill. spirál) szélessége, 7: bonthatatlan (zárt) cipzár végszeme, 8: alsó szalagvég, 9: szalagszélesség, 10: bontható cipzár beilleszthető végszeme, 11: bontható cipzár befogadó végszeme, 12: a szalagvég megerősítése.

- a textilszalagok, amelyek a zárláncot hordozzák és amelyeknél fogva a szerkezet felvarrható. Anyaguk rendszerint pamut, poliészter vagy poliamid;
- a zárlánc, amely állhat a fém- vagy műanyag fogak sorából, vagy készülhet műanyag (leggyakrabban poliészter- vagy poliamid-) huzalból alkotott spirálból;[Jegyzet 3]
- a fémből vagy műanyagból készült kezdő- ill. végszem; a kezdőszem egyes kiviteleknél (az ún. bontható cipzárnál) két részből áll, amelyek egymással összekapcsolhatók ill. egymástól elválaszthatók;
- a kocsi, vagy más néven: nyitó, amely a kialakított kényszerpályával a zárást és nyitást végzi. Mozgatását fogó könnyíti meg.

A szalag, a zárlánc és a kocsi a cipzárak minden fajtájánál mindig megtalálható, a kezdő ill. végszem a funkciótól, felhasználástól függően változhat. Végtelen kivitelnél például nincs kezdő ill. végszem; egyes bútorokon, matracok burkolásán alkalmazott cipzárakon a kocsi akár fölösleges is lehet, mert egyszer kell a borítást lezárni, újbóli nyitására nincs szükség. Ágyneműhuzatoknál a fogó nélküli kocsival ellátott cipzárt bevarrás után reteszvarrattal zárják le, ez helyettesíti a kezdő- és végszemet. Vannak két kocsival ellátott cipzárak is, ezeknél a különböző helyzetben elhelyezett kocsik a mindkét oldalról történő nyitást és zárást teszik lehetővé. A csak zárt típust főleg nadrágokhoz, ruhákhoz, kisebb bőrárukhoz, piperetáskákhoz, cipőkhöz, csizmákhoz ajánlják. A bontható cipzár fő felhasználási területe a sport- és farmerruházat, a sátrak, hálózsákok, bőrdíszműáruk, védőhuzatok.
A cipzárak a gyártási adottságok folytán 5 cm-nél általában nem lehetnek rövidebbek, műanyag fröccsöntött változatnál a gyártható legrövidebb hossz 12 cm.

### A fogazatok fajtái

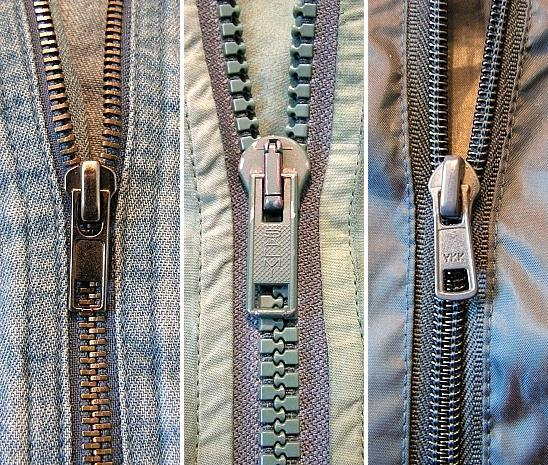
Fémfogazatú, műanyag fogazatú és spirálzárláncú cipzár

A fémszalagból kivágott fogakat, amelyeken kiemelkedő és bemélyedő rész biztosítja a záródást, egyenlő távolságokban rögzítik a textilszalagra. A felhasznált fém lehet alumíniumötvözet, sárgaréz (esetleg antikolva vagy fekete oxidált bevonattal ellátva) vagy alpakka (ezt ellenállóbb és jobb futású cipzárak esetében használják). Használnak erre a célra nikkelt is, de erről megállapították, hogy az arra érzékenyeknél bőrallergiát okoz, ezért lehetőleg kerülendő. Fémfogazatú cipzárt elsősorban nagyobb mechanikai igénybevételnek kitett helyeken használnak.
Elterjedtek a fröccsöntött műanyag fogazatú cipzárak is. Itt a fogak kialakítása eltér a fémből készült fogakétól: olyan fejjel rendelkeznek, amely az ellenoldali fogazat fogközeibe illeszkedik. A textilszalag poliészterből, a fogazat többnyire polietilénből vagy más műanyagból készül. A fogak a fröccsöntés során közvetlenül a textilszalagon szilárdulva megkötődnek. Ellentétben a fémfogazatú cipzárral, itt a fogakat a legkülönfélébb színekben lehet előállítani, amelyek megegyezhetnek a szalag színével, de el is térhetnek attól – ahogy a divat kívánja.
Az összetartozó két szalag szemben levő oldalaira erősített, műanyag huzalból készült spirálok záródáskor egymásba illeszkednek. A két spirál ellentétes menetemelkedésű, hogy jól össze tudjanak kapaszkodni. A spirálokat, amelyekbe esetleg előzőleg egy erősítő zsinórt fűznek be, a szalagra korábban rávarrták, a legkorszerűbb típusoknál azonban már a szalag szövése során egy műveletben építik be a szintén poliészter- vagy esetleg poliamidszalagokba. A műanyag huzalt a szalagszövőgépbe történő bevezetés előtt hő hatása alatt enyhén ellapítják, az így eltorzított spirálrész kissé kitüremkedő alakzata teszi lehetővé a zárást. Ebből a fajtából készül végtelen változat is, amit a feldolgozó a mindenkori szükséglet szerinti hosszra vágva használhat fel. A spirálzárlánc előnyös tulajdonsága, hogy nagyon hajlékony.

### A kocsik (nyitók) típusai
A kocsi a belsejében kialakított Y alakú pályájával végzi el a két szembe fordított fogazat ill. a két spirál meneteinek összekapcsolását, a fogak ill. spirálmenetek szétválasztásával pedig a nyitást. A kocsiknak kialakításuk szerint háromféle típusa van:
- a laza kocsi szabadon fut a zárláncon, így mozgása nem korlátozott, helyzete a mozgatástól függően változik;
- a „tűs” kivitelnél a fogón kialakított kiemelkedés („tű”) végzi a kocsi rögzítését: ha a fogót a zárlánc síkjába fektetjük, ez a kiemelkedés beakad a fogak közé és megakadályozza a kocsi elmozdulását (hátránya azonban, hogy elhasználódásra hajlamos és ha elkopott, nem tölti be ezt a feladatát);
- az „automata” kocsi a legkorszerűbb, a beépített rugós reteszelő elem a kocsit az adott helyzetében biztonságosan rögzíti.

A fémfogazatú cipzáraknál az oldalak összehúzása után kerül a kocsi a zárláncra, ezután zárják le a végeket. A spirálcipzáraknál a végtelen állapotban történő színezést követően történik a méretre vágás, a kocsi felhelyezése, a végek lezárása. A fröccsöntött műanyag fogazatú cipzáraknál a méretre vágás után kerül a kocsi a zárláncra.
A fogóknak különböző kialakítását fejlesztették ki abból a szempontból is, hogy a kocsi minél könnyebben legyen mozgatható különféle alkalmazások esetén. Így például készül olyan kocsi, amelyen két fogó is van, az egyik kívül, a másik belül, vagy olyan, amelyen a fogó egy U alakú pályán a külső oldalról áthúzható a belsőre – mindkét megoldás előnyös pl. hálózsákokon, amelyeket így könnyebb belülről is zárni. Készülnek hosszított fogók, hogy megkönnyítsék a megfogásukat akár kesztyűs kézzel is.

## A cipzárak színezése, kikészítése
A különböző technikákkal előállított cipzárak színének általában egyeznie kell annak a terméknek a színével, amelybe bevarrják. Mivel összetett termékről van szó, nem mindig egyszerű feladat, hogy az alkotóelemek egyforma színűek legyenek.
A spirál típus színezése egyszerűbb, mert azt „végtelen” hosszú, kész állapotú szalagban lehet elvégezni. A szalagokat lazán perforált falú tárcsás hengerekre csévélik, és így helyezik el a színezőgépben. A zárt rendszerű, túlnyomáson működő (HT) berendezésben, 100 °C feletti hőmérsékleten történik meg a szalag és a spirált kialakító monofil színezése. A színezett szalagokat öblítést követően dobszárítón szárítják.
A műanyag fröccsöntött fogazatú típus esetén nehezebb a színes termék kialakítása. A szövött szalagot külön műveletben előre megszínezik. A műanyag fogak anyagát granulátum alakban színezik, az optimális keverésű színes masszából fröccsöntik rá az előzőleg színezett és méretre vágott textilszalagra.
A fémfogazatú változatnál is előre színezik a szalagot, ezután a hosszméretnek megfelelően rányomják rá a fogakat.
A színes kocsikat illetve fogókat szerelés után dobban, beégetéssel történő festéssel állítják elő.
A szalagokat egyes felhasználási céloknak megfelelően különböző, pl. vízlepergetést vagy lángolást gátló kikészítéssel is elláthatják. Vinilbevonattal készítenek vízzáró cipzárakat is.

## A cipzár műszaki adatai
A cipzárak műszaki adatai a következőkre terjednek ki:
- a cipzár fajtája,
- a textilszalag anyaga,
- a zárlánc (a fogak ill. a spirál) anyaga,
- a zárlánc szélessége,
- a textilszalag szélessége,
- a zárt cipzár keresztirányú szakítószilárdsága, ami a fogak egymásba kapaszkodásának erejére, ill. a fogak vagy a spirál rögzítésének erősségére utal,
- a kezdőszem keresztirányú szakítószilárdsága (azaz az, hogy a cipzár keresztirányú igénybevételekor a kezdőszem mekkora terhelést bír el kiszakadás nélkül),
- a végszemek hosszirányú szakítószilárdsága,
- a bontórész keresztirányú szakítószilárdsága (azaz az, hogy a cipzár keresztirányú igénybevételekor a bontórész mekkora terhelést bír el kiszakadás nélkül).

Mindezek vizsgálatára hazánkban az MSZ 8813-1 szabvány előírásait alkalmazzák.
A cipzárak igen széles méretválasztékban készülnek. A leggyakrabban alkalmazott típusoknál – a típustól és a mérettől függően – a textilszalag szélessége 11–21 mm, a zárláncé 4–9 mm. A zárt cipzár keresztirányú szakítószilárdsága 250–800 N. A kezdőszem keresztirányú szakítószilárdsága a 250–800 N, a végszemek hosszirányú szakítószilárdsága az 50–150 N, a bontórész keresztirányú szakítószilárdsága a 80–180 N tartományban van.
Külföldi gyártású cipzáraknál a méretet sokszor egyszerű számokkal (1, 2, 3 stb.) jelölik, de az ezekhez a számokhoz rendelt műszaki adatok gyártónként különbözhetnek. (Van például olyan gyártó, amelyik pl. 40-nel jelöli a 4 mm-es, 60-nal a 6 mm-es stb. zárlánccal készült cipzárt.) Mindenesetre minél nagyobb ez a szám, annál erősebb cipzárról van szó.

## Fogazat nélküli húzózár

Fogazat nélküli húzózár

Újabban készítenek olyan, cipzárhoz hasonló húzózárat, amelyen nincs fogazat. Ezt két egymásba illeszkedő (kidomborodó ill. bemélyedő) rugalmas műanyag léc alkotja, amelyeket egy megfelelően kialakított kocsi tud egymásba préselni ill. ellenkező irányú mozgásával szétválasztani. Gyakran alkalmazzák ezt csomagoló tasakokon vagy vízzáró ruházatokon (pl. esőköpenyeken).

## Felhasználási területek
A 12 mm széles szalagon elhelyezett 4 mm széles zárláncú cipzárt sportruházathoz, nadrágokhoz, szoknyákhoz ajánlják, ill. minden olyan területen, ahol a nagy szilárdság és az esztétikailag kis méret előnyös. A 14 mm széles szalagon elhelyezett 6 mm-es zárláncú cipzár sí- és egyéb sportruházathoz, bőrruhákhoz, bőröndökhöz, cipőkhöz, sátrakhoz előnyös. A 8 mm-es zárlánc 17 mm-es textilszalagon különlegesen nagy igénybevételű területeken, sportcikkek, bőrdíszműáruk, bőröndök és különböző tokok, katonai termékek stb. esetében használható.
Ruházati termékeken valamennyi cipzártípus alkalmazható, természetesen a ruhadarab adottságaitól és a divattól függően. A műanyag zárláncú változatok előnyösen használhatók szabadtéri felszereléseken és sportruházati cikkeken (pl. sátrakon, táskákon, dzsekiken stb.), mert jól bírják az időjárás viszontagságait, továbbá – kihasználva vegyszerálló tulajdonságaikat – olyan munkahelyeken, ahol vegyszerekkel kerülhetnek érintkezésbe. Az erős koptató hatásnak kitett helyeken (pl. farmernadrágokon) a fémcipzárak terjedtek el. Alsóruházati cikkeken fémfogazatú cipzár használata nem célszerű.
Nagyon fontos, hogy a cipzár minél hosszabb ideig megtartsa eredeti tulajdonságait, ezek között pl. a színét. Ezért lényeges minőségi követelmény a jó színtartóság mosással, vegytisztítással, dörzsöléssel, esetleg fénnyel szemben. A ruházati cikkeken és lakástextíliákon alkalmazott cipzáraknak lehetőleg meg kell felelniük az OEKO-TEX szigorú követelményeinek.

## A cipzár ápolása és javítása
- Ha a kocsi nehezen mozog a cipzáron, a fogakat szappannal, viasszal vagy puha grafitceruzával kell bedörzsölni, ez síkosabbá teszi a felületüket. Ez különösen a fémfogazatú cipzáraknál hatásos módszer. A műanyag fogazatú és a spirál cipzárnál szilikonnal való bepermetezés segíthet.
- Az időjárás viszontagságainak kitett (csizmán, sátoron stb. alkalmazott) cipzárakat rendszeresen meg kell tisztítani a rárakódott szennyeződésektől, mert ezek akadályozzák a működését és erősen koptatják a fogakat és a kocsit. Tisztítás után célszerű a cipzárat szilikonoldattal bepermetezni, hogy könnyebb legyen a működése, és ez egyúttal a vízzáróságát is javítja.
- Mosás előtt célszerű a cipzárt felhúzni (zárni), nehogy a fémfogazatú cipzár megrongálja a többi ruhát. A műanyag cipzár forró vízben deformálódhat és használhatatlanná válhat, ha nyitott állapotban mossák.
- Ha a cipzár a kocsi fölött szétnyílik, ez nem jelenti azt, hogy használhatatlanná vált. Gyakran segít, ha ilyenkor a kocsit teljesen a cipzár végéhez húzzuk, mintha zárni akarnánk, majd kézzel kapcsoljuk össze a fogakat egészen a másik végéig. Ehhez a szalagokat meg kell hajlítani és egyenként összeilleszteni a fogakat.
- Ha a kocsi túlságosan elkopott és ezért nem működik rendesen, segíthet, ha az alsó és felső részét kissé összenyomjuk, de vigyázni kell arra, hogy ne szoruljon.